# Чепован
Чепован (словен. Čepovan, итал. Chiapovano , нем. Tschepobon) — населённый пункт в составе Горицкого региона на западе Словении.
Расположен на территории исторической области Словенское Приморье.

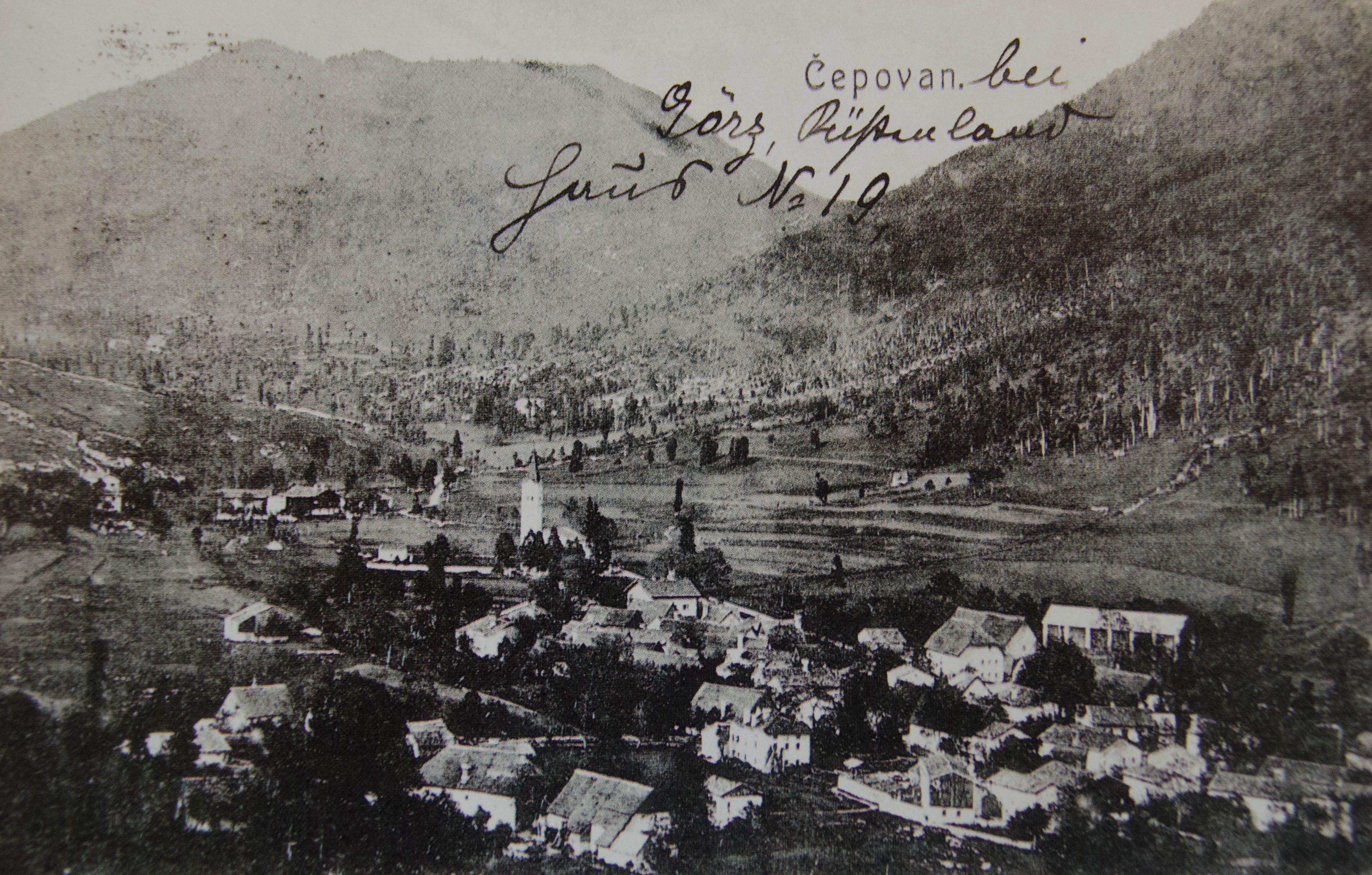
Чепован на фото 1907 года

Занимает площадь 20 км². Население на 2002 года составляла 365 чел. Плотность −18,25 жителей/ км².

## История
Впервые упоминается в письменных источниках в 1301 году как Кампован. Во время правления Габсбургов был автономным муниципалитетом. С 1920 по 1947 год был частью Королевства Италия, сначала в провинции Удине, а затем с 1927 года в провинции Гориция. Позже Чепован перешёл к Югославии, а затем к Словении.

## Достопримечательности
- Приходская церковь  Иоанна Крестителя.
- В конце 2013 года по случаю 95-летнего юбилея партизана и разведчика Мехти Гусейн-заде в посёлке Чепован, где похоронен Гусейн-заде, открылся мемориальный комплекс, созданный при финансовой поддержке ГНКАР и Министерства культуры и туризма Азербайджана[2].

## Известные уроженцы
- Подгорник, Франц (1846—1904) — словенский прозаик, публицист, переводчик, журналист, редактор,славянофил.